# 1967: The First Three Singles
1967: The First Three Singles o 1967: The First Three Singles és un disc recopilatori d'edició limitada del grup britànic de rock progressiu i psicodèlic Pink Floyd que va aparèixer l'any 1997.

## Sencills
"Arnold Layne" —editat l'11 de març de 1997— va assolir el número 20 a les llistes, metres que "See Emily Play" —editat el 16 de juny de 1967— va arribar fins al número 6, com a millor fita assolida per la vinda a les llistes britàniques fins al llançament de "Another Brick in the Wall (Part 2)" el 1979. "Apples and Oranges" —del 18 de novembre de 1967— va ser passat per alt en gran manera, amb Roger Waters culpant de les seves pobres vendes a una mala producció.

## Llista de cançons
Totes les cançons foren escrites i compostes per Syd Barrett, exceptuant on s'indica. 
| Núm. | Títol                        | Durada |
| ---- | ---------------------------- | ------ |
| 1.   | «Arnold Layne»               | 2:55   |
| 2.   | «Candy and a Currant Bun»    | 2:46   |
| 3.   | «See Emily Play»             | 2:54   |
| 4.   | «The Scarecrow»              | 2:09   |
| 5.   | «Apples and Oranges»         | 3:05   |
| 6.   | «Paint Box» (Richard Wright) | 3:47   |